# Тарасово (городской округ Шаховская)
Тарасово — деревня в городском округе Шаховская Московской области России.

## Население
| 1852 | 1859 | 1926 | 2002 | 2006 | 2010 |
| ---- | ---- | ---- | ---- | ---- | ---- |
| 230  | ↘203 | ↗205 | ↘16  | ↘8   | →8   |

## География
Расположена примерно в 15 км к северо-западу от районного центра — посёлка городского типа Шаховская, на правом берегу реки Издетели, впадающей в Лобь. Соседние населённые пункты — деревни Манеж и Плоское. В деревню иногда заезжает автобус №41 «Шаховская — Ивашково».

## Исторические сведения
В 1768 году деревня относилась к Хованскому стану Волоколамского уезда Московской губернии и была частью совместного владения князя Ивана Ивановича Лобанова-Ростовского и вдовы, графини Фетиньи Яковлевны Шереметевой. В деревне было 24 двора и 40 душ.
В середине XIX века деревня Тарасово относилась ко 2-му стану Волоколамского уезда и принадлежала князю Михаилу Николаевичу Голицыну. В деревне было 22 двора, крестьян 120 душ мужского пола и 110 душ женского.
В «Списке населённых мест» 1862 года Тарасовка (Тарасово) — владельческая деревня 1-го стана Волоколамского уезда Московской губернии по правую сторону Московского тракта, шедшего от границы Зубцовского уезда на город Волоколамск, в 47 верстах от уездного города, при речке Чёрной, с 26 дворами и 203 жителями (98 мужчин, 105 женщин).
По данным на 1890 год входила в состав Плосковской волости, число душ мужского пола составляло 93 человека.
В 1913 году в Тарасове — 35 дворов.
Постановлением президиума Моссовета от 24 марта 1924 года Плосковская волость была ликвидирована и включена в состав Раменской волости.
По материалам Всесоюзной переписи населения 1926 года — деревня Плосковского сельсовета, проживало 205 жителей (92 мужчины, 113 женщин), насчитывалось 45 хозяйств (43 крестьянских).
С 1929 года — населённый пункт в составе Шаховского района Московской области.
1994—2006 гг. — деревня Ивашковского сельского округа Шаховского района.
2006—2015 гг. — деревня сельского поселения Раменское Шаховского района.
2015 — н. в. — деревня городского округа Шаховская Московской области.